# Eumiturga commutata
Eumiturga commutata är en fjärilsart som beskrevs av Edward Meyrick 1926. Eumiturga commutata ingår i släktet Eumiturga och familjen plattmalar. Inga underarter finns listade i Catalogue of Life.